# Campionati svedesi di ski cross 2021
I Campionati svedesi di ski cross 2021 si sono svolti a Storklinten, nel comune di Biden, il 17 aprile. Il programma ha incluso sia la gara femminile che la gara maschile. 
Trattandosi di competizioni valide anche ai fini del punteggio FIS, vi hanno partecipato anche sciatori di altre federazioni, senza che questo consentisse loro di concorrere al titolo nazionale svedese.

## Risultati

### Uomini
| Pos. | Atleta              | Nazione |
| ---- | ------------------- | ------- |
| 1    | David Mobaerg       | Svezia  |
| 2    | Viktor Andersson    | Svezia  |
| 3    | Erik Mobaerg        | Svezia  |
| 4    | Fredrik Nilsson     | Svezia  |
| 5    | Ponthus Kristensson | Svezia  |

### Donne
| Pos. | Atleta          | Nazione  |
| ---- | --------------- | -------- |
| 1    | Sandra Naeslund | Svezia   |
| 2    | Julia Zeitz     | Svezia   |
| 3    | Lin Nakanishi   | Giappone |
| 4    | Tuva Ahlstrand  | Svezia   |
| 5    | Ida Hellstroem  | Svezia   |